# Hrabuzna, Zboriv
Hrabuzna (în ucraineană Храбузна) este un sat în comuna Virliv din raionul Zboriv, regiunea Ternopil, Ucraina.

## Demografie
Componența lingvistică a localității Hrabuzna
     Ucraineană (100%)
Conform recensământului din 2001, toată populația localității Hrabuzna era vorbitoare de ucraineană (100%).